# Egy hét Pesten és Budán
Egy hét Pesten és Budán (Una setmana a Pest i Buda) és un drama romàntic hongarès de l'any 2003 dirigit per Károly Makk en el qual el director hongarès va aconseguir recrear una emocional història d'amor plena de sensibilitat, poesia i història que va reunir els dos grans actors Iván Darvas i Mari Töröcsik 30 anys després d'haver coincidit ja en el clàssic Szerelem' (Amor), del mateix director.

## Argument
Iván viu acomodadament a Suïssa amb la seva esposa britànica tot gaudint d'una confortable jubilació després d'haver deixat enrere un tèrbol passat primer com a pres polític i tot seguit com a refugiat del règim totalitari i repressiu de l'Hongria dels anys 1950.
Això no obstant, aquest oasi de tranquil·litat s'ensorra de cop quan Iván rep una inesperada trucada de Budapest que l'informa del greu estat de salut de la seva ex-amant Mari. Iván trenca la seva promesa de no retornar al seu país natal i es planta de seguida a Hongria, 45 anys després.
A Budapest, Iván no només pretén tancar velles ferides tot confrontant-se amb el passat sinó que, al descobrir que té una filla, cal que es confronti també amb un present mateix en el qual de cop tres dones circumden la seva vida.

## Repartiment (selecció)
- Mari Töröcsik - Mari
- Iván Darvas - Iván
- Eszter Nagy-Kálózy - Anna, filla d'Iván i Mari
- Dezső Garas - Doctor Pozsár Pál
- Eileen Aitkins - Amanda
- Attila Kaszás - Robi
- Emese Vasvári - Ápolóno

## Premis
- Festival Internacional de Cinema de Moscou de 2003: Medalla d'or de St. Jordi.